# Łapsze Wyżne
Łapsze Wyżne (slovensky Vyšné Lapše, maďarsky Felsőlápos, německy Oberlapsch) jsou polská obec, která se nachází v Malopolském vojvodství, okres Nowy Targ.

## Dějiny
První zmínka o obci pochází z roku 1340.
V roce 1920 vypukl požár a zničil 80 domů. Po požáru byly postaveny zděné domy, které stojí dodnes. 
1. září 1939 byla obec obsazena a začleněna do Slovenska. Na podzim 1944 začali Němci budovat opevnění, která v lednu 1945 krátce sloužila k obraně.
V roce 1960 byla obec elektrifikována.

## Památky
V obci se nachází tyto významné památky:

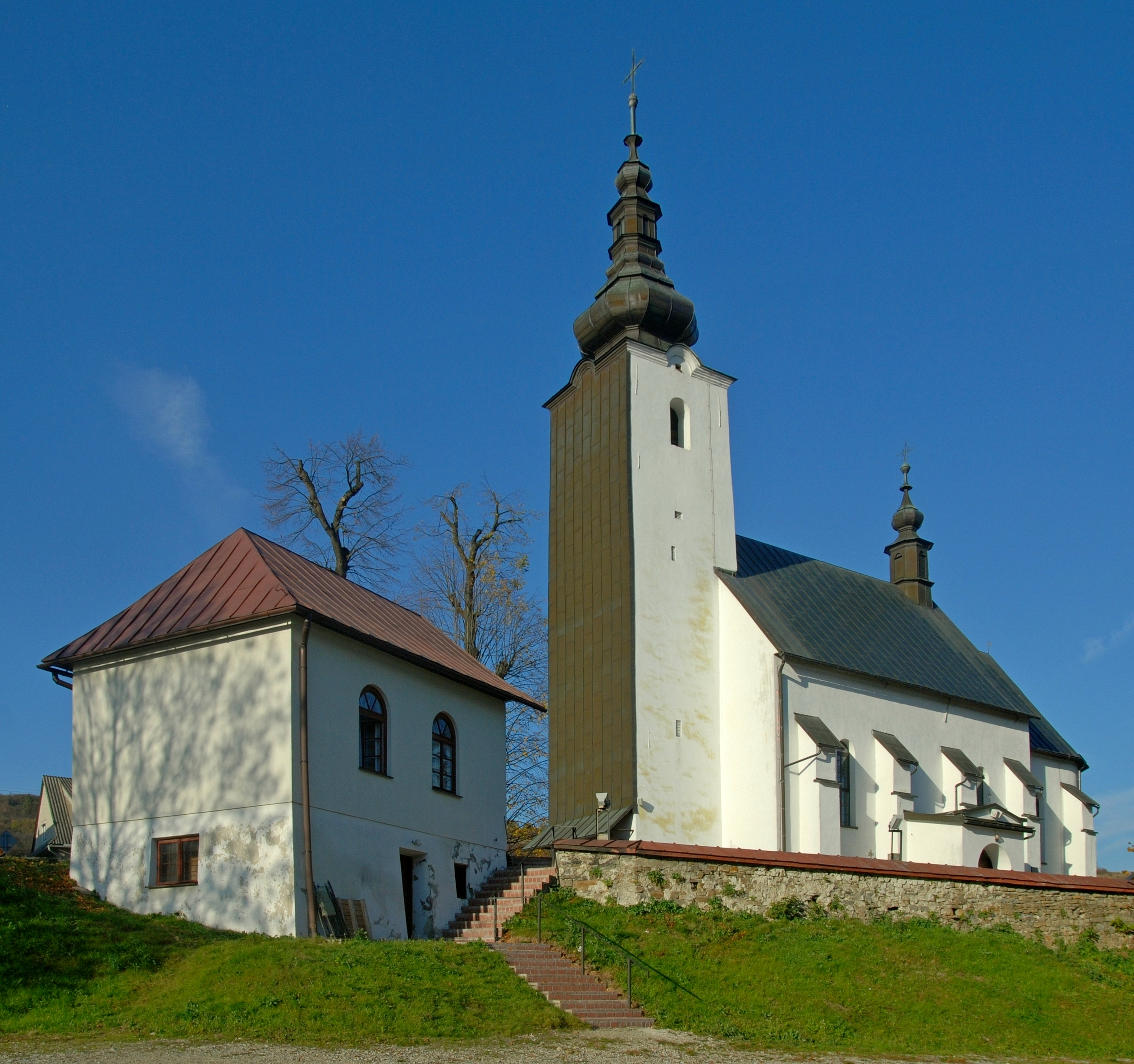
farní kostel sv. Petra a Pavla

- Farní kostel sv. Petra a Pavla